# Triphosa luteimedia
Triphosa luteimedia är en fjärilsart som beskrevs av Louis Beethoven Prout 1941. Triphosa luteimedia ingår i släktet Triphosa och familjen mätare. Inga underarter finns listade i Catalogue of Life.